# 47e Golden Globe Awards
De 47e Golden Globe Awards werden op 20 januari 1990 uitgereikt in het Beverly Hilton Hotel in Beverly Hills (Californië). De prijsuitreiking werd gepresenteerd door Sam Elliott en Cybill Shepherd. De nominaties werden op 27 december 1989 bekendgemaakt.

## Film – winnaars en nominaties

### Beste dramafilm
- Born on the Fourth of July
  - Crimes and Misdemeanors
  - Dead Poets Society
  - Do the Right Thing
  - Glory

### Beste komische of muzikale film
- Driving Miss Daisy
  - The Little Mermaid
  - Shirley Valentine
  - The War of the Roses
  - When Harry Met Sally...

### Beste regisseur
- Oliver Stone – Born on the Fourth of July
  - Spike Lee – Do the Right Thing
  - Rob Reiner – When Harry Met Sally...
  - Peter Weir – Dead Poets Society
  - Edward Zwick – Glory

### Beste acteur in een dramafilm
- Tom Cruise – Born on the Fourth of July
  - Daniel Day-Lewis – My Left Foot
  - Jack Lemmon – Dad
  - Al Pacino – Sea of Love
  - Robin Williams – Dead Poets Society

### Beste actrice in een dramafilm
- Michelle Pfeiffer – The Fabulous Baker Boys
  - Sally Field – Steel Magnolias
  - Jessica Lange – Music Box
  - Andie MacDowell – Sex, Lies, and Videotape
  - Liv Ullmann – The Rose Garden

### Beste acteur in een komische of muzikale film
- Morgan Freeman – Driving Miss Daisy
  - Billy Crystal – When Harry Met Sally...
  - Michael Douglas – The War of the Roses
  - Steve Martin – Parenthood
  - Jack Nicholson – Batman

### Beste actrice in een komische of muzikale film
- Jessica Tandy – Driving Miss Daisy
  - Pauline Collins – Shirley Valentine
  - Meg Ryan – When Harry Met Sally...
  - Meryl Streep – She-Devil
  - Kathleen Turner – The War of the Roses

### Beste mannelijke bijrol
- Denzel Washington – Glory
  - Danny Aiello – Do the Right Thing
  - Marlon Brando – A Dry White Season
  - Sean Connery – Indiana Jones and the Last Crusade
  - Ed Harris – Jacknife
  - Bruce Willis – In Country

### Beste vrouwelijke bijrol
- Julia Roberts – Steel Magnolias
  - Bridget Fonda – Scandal
  - Brenda Fricker – My Left Foot
  - Laura San Giacomo – Sex, Lies, and Videotape
  - Dianne Wiest – Parenthood

### Beste script
- Born on the Fourth of July – Oliver Stone, Ron Kovic
  - Dead Poets Society – Tom Schulman
  - Do the Right Thing – Spike Lee
  - Glory – Kevin Jarre
  - Sex, Lies, and Videotape – Steven Soderbergh
  - When Harry Met Sally... – Nora Ephron

### Beste filmmuziek
- The Little Mermaid – Alan Menken
  - Born on the Fourth of July – John Williams
  - Casualties of War – Ennio Morricone
  - The Fabulous Baker Boys – Dave Grusin
  - Glory – James Horner

### Beste filmsong
- "Under the Sea" – The Little Mermaid
  - "After All" – Chances Are
  - "Kiss the Girl" – The Little Mermaid
  - "I Love to See You Smile" – Parenthood
  - "The Girl Who Used to Be Me" – Shirley Valentine

### Beste niet-Engelstalige film
- Nuovo Cinema Paradiso (Cinema Paradiso) –  Italië
  - Camille Claudel –  Frankrijk
  - Jésus de Montréal (Jesus of Montreal) –  Canada
  - Une affaire de femmes (Story of Women) –  Frankrijk
  - Život sa stricem (My Uncle's Legacy) –  Joegoslavië

## Films met meerdere nominaties
De volgende films ontvingen meerdere nominaties:
| Nominaties | Film                       | Awards |
| ---------- | -------------------------- | ------ |
| 5          | Born on the Fourth of July | 4      |
| 5          | Glory                      | 1      |
| 5          | When Harry Met Sally...    |        |
| 4          | Dead Poets Society         |        |
| 4          | Do the Right Thing         |        |
| 4          | The Little Mermaid         | 2      |
| 3          | Driving Miss Daisy         | 3      |
| 3          | Parenthood                 |        |
| 3          | Sex, Lies, and Videotape   |        |
| 3          | Shirley Valentine          |        |
| 3          | The War of the Roses       |        |
| 2          | My Left Foot               |        |
| 2          | Steel Magnolias            | 1      |
| 2          | The Fabulous Baker Boys    | 1      |

## Cecil B. DeMille Award
- Audrey Hepburn

## Televisie – winnaars en nominaties

### Beste dramaserie
- China Beach
  - In the Heat of the Night
  - L.A. Law
  - Murder, She Wrote
  - thirtysomething
  - Wiseguy

### Beste komische of muzikale serie
- Murphy Brown
  - Cheers
  - Designing Women
  - Empty Nest
  - The Golden Girls
  - The Wonder Years

### Beste miniserie of televisiefilm
- Lonesome Dove
  - I Know My First Name Is Steven
  - My Name Is Bill W.
  - Roe vs. Wade
  - Small Sacrifices

### Beste acteur in een dramaserie
- Ken Wahl – Wiseguy
  - Corbin Bernsen – L.A. Law
  - Harry Hamlin – L.A. Law
  - Carroll O'Connor – In the Heat of the Night
  - Ken Olin – thirtysomething

### Beste actrice in een dramaserie
- Angela Lansbury – Murder, She Wrote
  - Dana Delany – China Beach
  - Susan Dey – L.A. Law
  - Jill Eikenberry – L.A. Law
  - Mel Harris – thirtysomething

### Beste acteur in een komische of muzikale serie
- Ted Danson – Cheers
  - John Goodman – Roseanne
  - Judd Hirsch – Dear John
  - Richard Mulligan – Empty Nest
  - Fred Savage – The Wonder Years

### Beste actrice in een komische of muzikale serie
- Jamie Lee Curtis – Anything but Love
  - Kirstie Alley – Cheers
  - Stephanie Beacham – Sister Kate
  - Candice Bergen – Murphy Brown
  - Tracey Ullman – The Tracey Ullman Show

### Beste acteur in een miniserie of televisiefilm
- Robert Duvall – Lonesome Dove
  - John Gielgud – War and Remembrance
  - Ben Kingsley – Murderers Among Us: The Simon Wiesenthal Story
  - Lane Smith – The Final Days
  - James Woods – My Name Is Bill W.

### Beste actrice in een miniserie of televisiefilm
- Christine Lahti – No Place Like Home
  - Farrah Fawcett – Small Sacrifices
  - Holly Hunter – Roe vs. Wade
  - Jane Seymour – War and Remembrance
  - Loretta Young – Lady in the Corner

### Beste mannelijke bijrol in een televisieserie, miniserie of televisiefilm
- Dean Stockwell – Quantum Leap
  - Chris Burke – Life Goes On
  - Larry Drake – L.A. Law
  - Tommy Lee Jones – Lonesome Dove
  - Michael Tucker – L.A. Law

### Beste vrouwelijke bijrol in een televisieserie, miniserie of televisiefilm
- Amy Madigan – Roe vs. Wade
  - Anjelica Huston – Lonesome Dove
  - Rhea Perlman – Cheers
  - Susan Ruttan – L.A. Law
  - Julie Sommars – Matlock

## Series met meerdere nominaties
De volgende series ontvingen meerdere nominaties:
| Nominaties | Serie                    | Awards |
| ---------- | ------------------------ | ------ |
| 8          | L.A. Law                 |        |
| 4          | Cheers                   | 1      |
| 4          | Lonesome Dove            | 2      |
| 3          | Roe vs. Wade             | 1      |
| 3          | thirtysomething          |        |
| 2          | China Beach              | 1      |
| 2          | Empty Nest               |        |
| 2          | In the Heat of the Night |        |
| 2          | Murder, She Wrote        | 1      |
| 2          | Murphy Brown             | 1      |
| 2          | My Name Is Bill W.       |        |
| 2          | Small Sacrifices         |        |
| 2          | The Wonder Years         |        |
| 2          | War and Remembrance      |        |
| 2          | Wiseguy                  | 1      |